# إسحاق يايا
إسحاق يايا (بالفرنسية: Isaac Yaya)‏ هو منافس ألعاب قوى فرنسي، ولد في 5 يوليو 1979.

## وصلات خارجية
- إسحاق يايا على موقع الاتحاد الدولي لألعاب القوى (الإنجليزية)